# Rhodophana
Rhodophana — рід грибів родини Entolomataceae. Назва вперше опублікована 1971 року.